# Discografie van Daniel Johnston

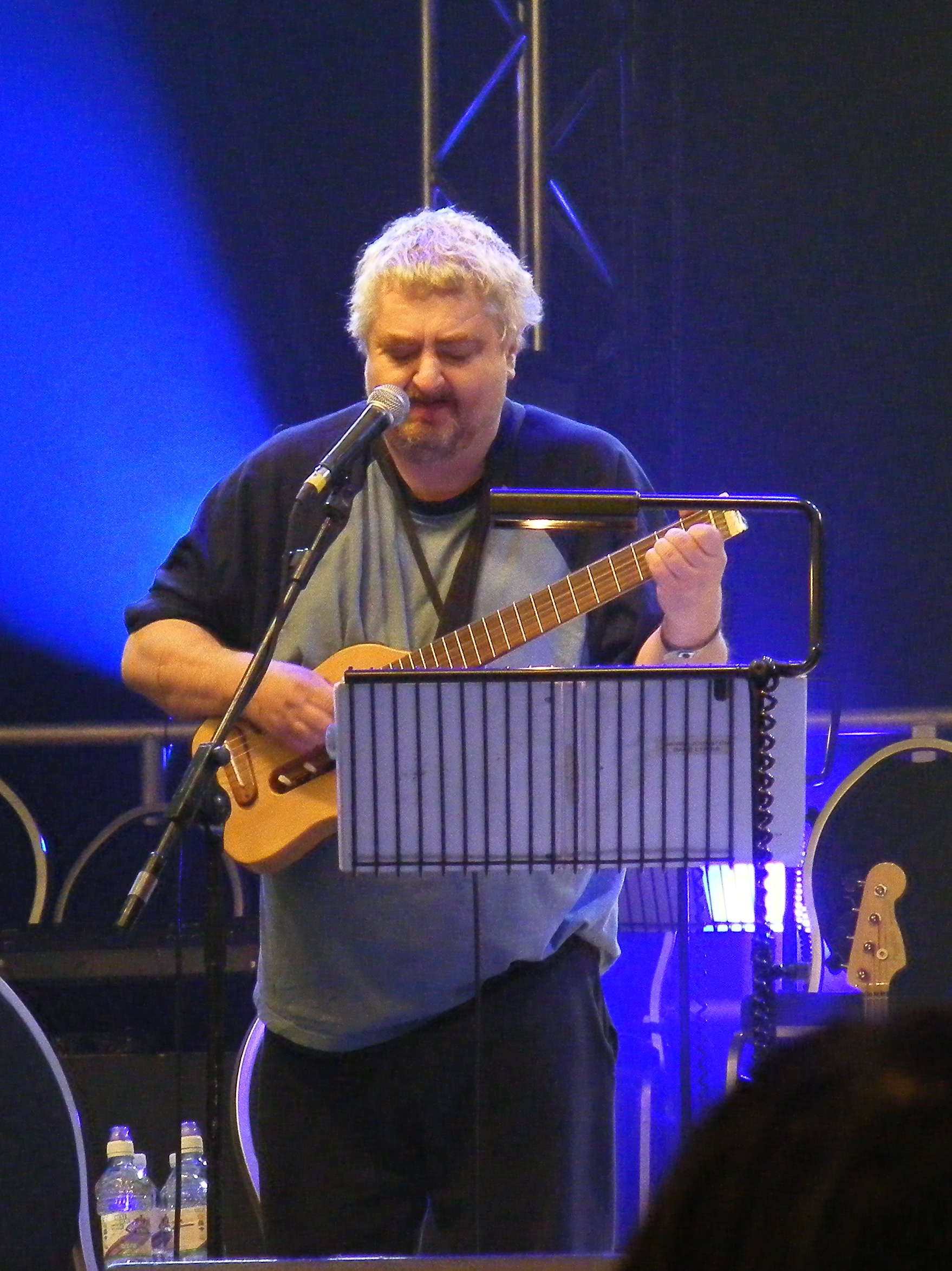
Daniel Johnston tijdens een optreden op 9 mei 2010 in Minehead

De discografie van Daniel Johnston omvat werk dat Johnston gemaakt heeft als solo-artiest en in samenwerking met andere artiesten.

## Albums
- Songs of Pain (Stress Records cassette, 1981)
- Don't Be Scared (Stress Records cassette, 1982)
- The What of Whom (Stress Records cassette, 1982)
- More Songs of Pain (Stress Records cassette, 1983)
- Yip/Jump Music (Stress Records cassette, 1983; CD uitgegeven bij Homestead, 1989)
- Hi, How Are You (Stress Records cassette, 1983; uitgegeven met Continued Story bij Homestead, 1989)
- Retired Boxer (Stress Records cassette, 1984)
- Respect (Stress Records cassette, 1985; 10" op het Spaanse label Munster)
- Continued Story with Texas Instruments (Stress Records cassette, 1985; heruitgegeven met Hi, How Are You bij Homestead, 1985)
- Merry Christmas (Stress Records cassette, 1988)
- 1990 (Shimmy Disc, 1990)
- Artistic Vice (Shimmy Disc, 1991)
- Fun (Atlantic, 1994)
- Rejected Unknown (Gammon Records/Pickled Egg Records, 2001)
- Fear Yourself with Mark Linkous (Gammon Records (VS), Sketchbook Records (VK en Europa), 2003)
- Lost and Found (Sketchbook Records, VK en Europa, 2006)
- Is and Always Was (Eternal Yip Eye Music, 2009)
- Space Ducks (soundtrack, 2012)

## Ep's en singles
- Casper The Friendly Ghost (1988)
- The River Of No Return (1991)
- Big Big World opgenomen in 1986 (Seminal Twang, UK, 1991)
- Laurie (Seminal Twang, UK, 1992)
- Happy Time (1994)
- Dream Scream (Pickled Egg Records, 1998)
- Impossible Love (2001)
- Sinning Is Easy (Pickled Egg Records, 2002)
- Mountain Top (Rough Trade, 2003)
- Fish (Sketchbook Records, UK, 2003)
- Fear Yourself (Coppertree Records UK, 2008)
- Lost and Found (Coppertree Records UK, 2008)
- Daniel Johnston at Home LIVE (Stephen Tompkins LLC, 2009)

## Samenwerkingsprojecten
- met Jad Fair: It's Spooky (50 Skidillion Watts, 1989; Jagjaguwar, 2001)
- met Yo La Tengo: Speeding Motorcycle single (1990)
- Danny and the Nightmares (Eternal Yip Eye Music, 1999)
- met Ron English en Jack Medicine: Hyperjinx Tricycle (Important Records, 2000)
- met Chris Bultman en Jad Fair als The Lucky Sperms: Somewhat Humorous (Jagjaguwar, 2001)
- Danny and the Nightmares: Natzi single (2001)
- met Hyperjinx Tricycle: Long Lost Love single (2002)
- met Hyperjinx Tricycle: Alien Mind Control 3" CD (Important Records, 2003)
- Danny and the Nightmares: The End Is Near Again (Cool Beans, 2003)
- met Rule of Thirds: "Rin Tin Soldier" (Eternal Yip Eye Music, 2003)
- Danny and the Nightmares: Freak Brain (Sympathy Records, 2005)
- met Jack Medicine: The Electric Ghosts (Important Records, 2006)
- met BEAM: BEAM Me Up!! (Hazelwood Vinyl Plastics, 2010)

## Compilaties en tributealbums
- The Lost Recordings (Stress Records, 1983) cassette
- The Lost Recordings II (Stress Records, 1983) cassette
- Please Don't Feed The Ego (Eternal Yip Eye Music, 1994)
- Dead Dog's Eyeball by Kathy McCarty (1994)
- The Early Recordings of Daniel Johnston Volume 1 (Dualtone, 2003) - Songs of Pain et More Songs of Pain
- The Sun Shines Down On Me (Gerry Nobody, 2003)
- The Late Great Daniel Johnston: Discovered Covered (Gammon Records, 2004)
- White Magic: From The Cassette Archives 1979-1989 (Eternal Yip Eye Music, 2004)
- I Killed the Monster: 21 Artists Performing the Songs of Daniel Johnston (2006)
- Apskaft Tribute To Daniel Johnston (The Sound Of Apskaft, 2011)
- 50minutes (EXERCISE1 Recordings, 2006)
- Welcome To My World (Eternal Yip Eye Music, 2006)
- My Yoke Is Heavy: The Songs of Daniel Johnston (Chemikal Underground, 2013)